# Haus Paula Becker

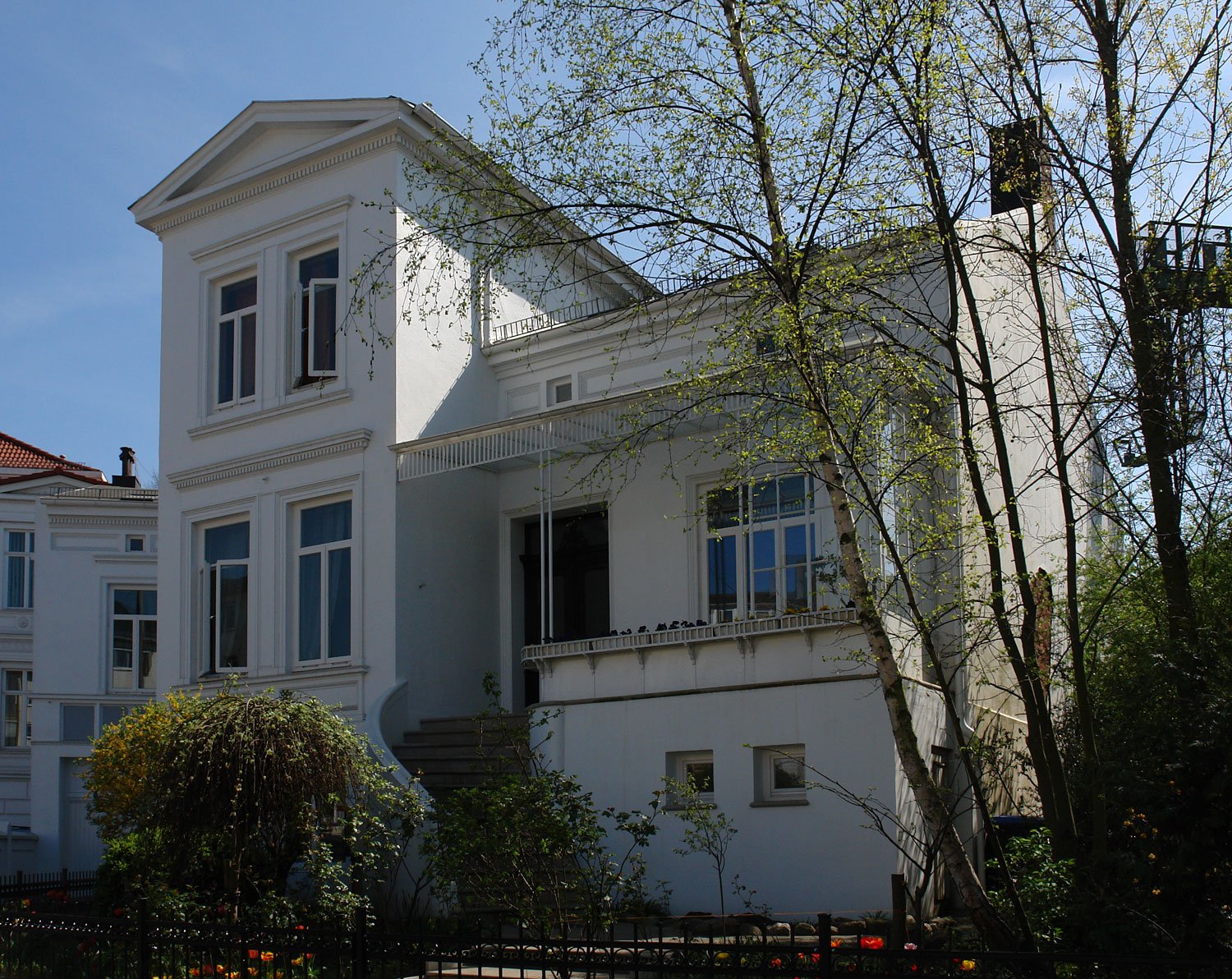
Haus Paula Becker in Bremen

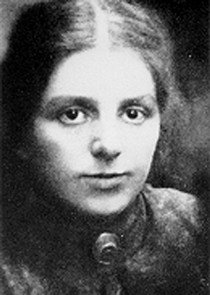
Minna Hermine Paula Becker (1876–1907)

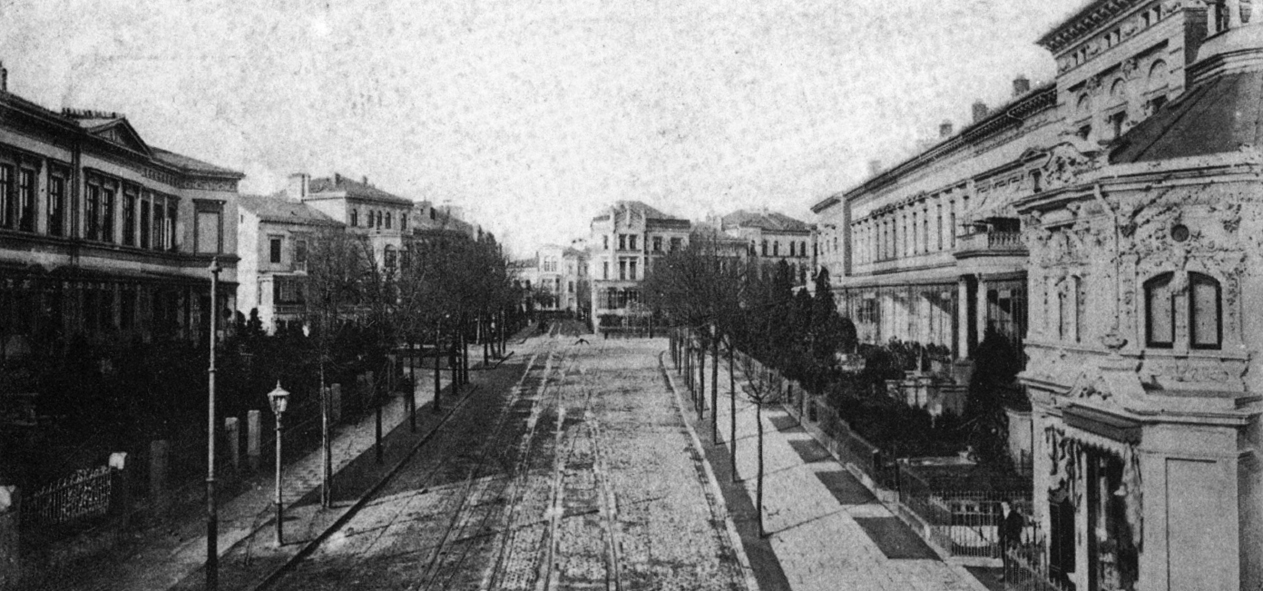
„Schwachhauser Chaussee“ im Jahr 1899. Blick von der „Hannoverschen Eisenbahnlinie“ (Höhe heutigem Concordia Tunnel) in Richtung „Am Dobben“; Blick stadteinwärts. Sie zeigt die Umgebung des Becker Hauses.

Das Haus Paula Becker in Bremen ist ein ehemaliges Wohnhaus der Familie der Künstlerin Paula Modersohn-Becker, in dem sie einen großen Teil ihres Lebens verbrachte. Es steht an der Schwachhauser Heerstraße 23 (damals „Schwachhauser Chaussee 23“), in stadtauswärtiger Richtung an der rechten Straßenseite bei Kilometer 0,2 unmittelbar hinter dem Eisenbahntunnel.
Das gewinkelte Haus mit Veranda, Freitreppe, vorstehendem Giebel und einem großen Garten wurde 1861 gebaut. Das 2000 m² große Grundstück gehörte der Preußischen Eisenbahnverwaltung, die in dem Haus eine Dienstwohnung einrichtete. Der Vater von Paula Becker war als Ingenieur bei der Eisenbahn beschäftigt, zog mit seiner Familie 1888 von Dresden nach Bremen und wohnte in diesem Haus. Paula Becker lebte hier bis 1899 – also bis zum Alter von 23 Jahren – und richtete ihr erstes Atelier ein. Das künstlerische Leben war zu dieser Zeit in Bremen sehr rege und über Freundschaften der Mutter bestand zu den künstlerischen Kreisen in Bremen ein enger Kontakt, so dass die Familie Becker daran lebhaft Anteil hatte. Neben ihrer Lehrerausbildung in Bremen 1893–1895 nahm Paula Privatunterricht in Malerei.
Anlässlich des 125. Geburtstags der Malerin am 8. Februar 2001 schlug der Verein Bremer Frauenmuseum vor, das ehemalige Wohnhaus der Malerin in der Schwachhauser Heerstraße entsprechend zu würdigen.
Im Jahre 2003 kauften die Rechtsanwältin Betty und Heinz Thies das Haus, das inzwischen stark renovierungsbedürftig war. Es wurde restauriert und rechtzeitig zum 100. Todestag von Paula Modersohn-Becker im November 2007 wieder für die Öffentlichkeit zugänglich gemacht. Es finden verschiedene Ausstellungen und Veranstaltungen, beispielsweise Lesungen aus den Tagebüchern und Briefen Paula Modersohn-Beckers statt.